# Abbaye de l'Arc (Rolle)
Pour les articles homonymes, voir Abbaye de l'Arc.
L'Abbaye de l’Arc désigne une société privée de tir à l’arc qui se trouve à Rolle, dans le canton de Vaud en Suisse.
Comme plusieurs autres villes vaudoises, Rolle disposait de sa société de tir, attestée en 1593 sous le nom de « Grande Abbaye de Rolle ». Un espace clôturé, au sud-ouest de l’agglomération, dans l’ancien fossé qui servait de terrain d’exercice, était appelé « Aux Buttes » (1644). Ce terme désignait les monticules de terre destinés à retenir les flèches perdues et qui étaient placés à chaque extrémité de la ligne de tir. Les cibles étaient placées devant ces monticules. En 1698, on travaille à améliorer le « Jeu de l’Arc ». Des « buttes aux enfants » sont également attestées au début du XVIIIe siècle, mais sans doute abandonnées avant 1727. Aujourd’hui encore subsiste cependant à Rolle une « rue des Petites-Buttes ».
La « Société du Jeu de l’Arc » est encore attestée vers le troisième quart du XVIIIe siècle. N’ayant pas de local spécifique, elle tient habituellement ses réunions à l’auberge de la Tête-Noire, mais, pour les grandes occasions, se réunit parfois aussi à la place des Tilleuls. C’est là que, le 14 juillet 1790 et 1791, se tiennent des banquets républicains réunissant les quatre abbayes de l’arc de Vevey, Lausanne, Morges et Rolle, pour fêter l’anniversaire de la prise de la Bastille. Ces manifestations seront durement réprimées par les autorités du canton de Berne, qui administraient alors de Pays de Vaud.
En 1795, peut-être à la suite de ces événements pré-révolutionnaires et sans doute aussi pour des raisons de sécurité, l’exercice du tir à l’arc est déplacé à l’autre bout de la ville, au Parc, dans le bois communal des Vernes, à proximité du stand de tir au fusil. Une nouvelle société de l’Arc remplace la précédente en 1832. Elle a disparu au XXe siècle.

## Source
- Paul Bissegger, Rolle et son district, MAH Vaud VII (Les monuments d'art et d'histoire de la Suisse 120), Berne 2012, p. 312.